# Tersannes
Tersannes (tiếng Occitan: Terçanes) là một xã của tỉnh Haute-Vienne, thuộc vùng Nouvelle-Aquitaine, miền trung nước Pháp.